# Gegužinė

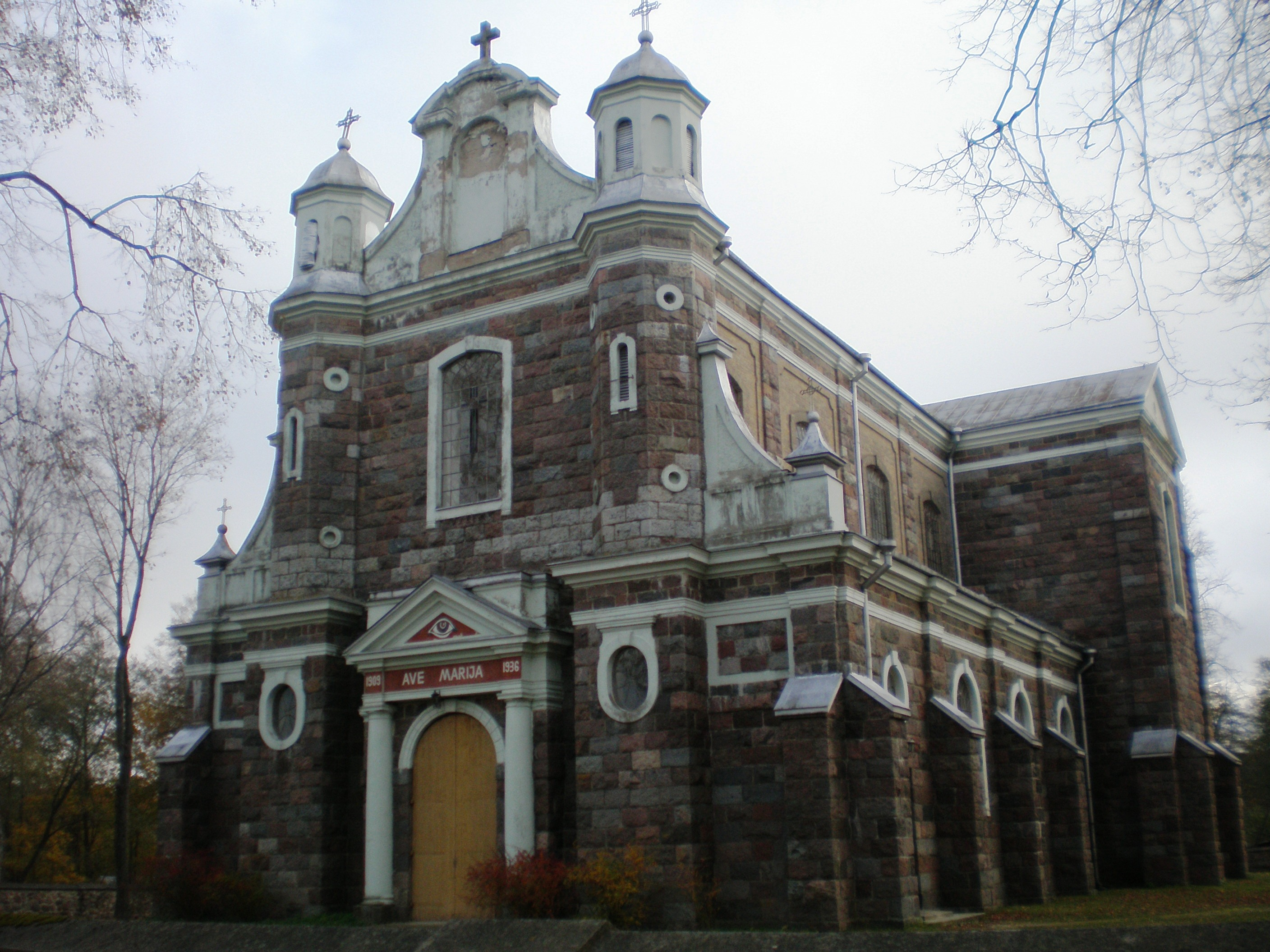
Mariä-Verkündigung-Kirche in Gegužinė

Gegužinė ist ein Dorf mit 48 Einwohnern im Amtsbezirk Palomenė, in der Rajongemeinde Kaišiadorys, am linken Ufer der Neris, an der Fernstraße KK143,  60 km von Kaunas, Litauen. Bei Gegužinė münden die Bošė und Beržė in die Neris. Südwestlicht vom Dorf liegt der Wald Gegužinė (2367 ha). Westlich vom Dorf fließt die Lomena, im Osten die Laukysta (beide sind Neris-Nebenflüsse). 1932 wurde die katholische Mariä-Verkündigung-Kirche erbaut.